# ミス津
ミス津（ミスつ）は、三重県津市のミス・コンテスト（ミスコン）。2005年度より津クイーンに名称を変更（応募資格も一部変更。）。三重テレビのアナウンサーにミス津の出身者が多いといわれる。2004年度で45代目を数える。

## 形態
通常4名選ばれる。任期1年。

## 業務
通常、振袖や制服で津の行事に参加する。
行事の主なものに、津春まつり、津秋祭りがある。
津秋祭りでは、（主に、その年、あるいはその前年のNHK大河ドラマに出演している）俳優・女優と共に、和船山車安濃津丸に乗り込み、笑顔を振りまく。
節分の日には、日本三大観音の津観音で、舞妓や年男・年女と共に豆まきをする。

## 今までにミス津と安濃津丸に乗り込んだ芸能人
- 名取裕子
- 田村亮（田村正和の弟）
- 田中美里 -2002年（主に、吹き替えでチェ・ジウの声を担当）
- 唐沢寿明 -2003年
- 水野真紀 -2004年

開催時期は、毎年近隣の鈴鹿市で行われるF1日本グランプリと同日になる。
その他の業務として、中日写真協会の撮影会のモデルを務める。